# ATP Challenger São Luís
Der ATP Challenger São Luís (offiziell: São Luís Challenger) war ein Tennisturnier, das von 1992 bis 1994 jährlich in São Luís, Brasilien, stattfand. Es gehörte zur ATP Challenger Tour und wurde im Freien auf Hartplatz gespielt. Luiz Mattar ist mit je einem Titel in Einzel und Doppel der einzige mehrfache Turniersieger.

## Liste der Sieger

### Einzel
| Jahr | Sieger        | Finalgegner        | Ergebnis      |
| ---- | ------------- | ------------------ | ------------- |
| 1994 | Michael Joyce | Roger Smith        | 6:3, 6:7, 7:6 |
| 1993 | David Rikl    | João Cunha e Silva | 7:5, 6:3      |
| 1992 | Luiz Mattar   | Maurice Ruah       | 6:4, 6:4      |

### Doppel
| Jahr | Sieger                         | Finalgegner                   | Ergebnis      |
| ---- | ------------------------------ | ----------------------------- | ------------- |
| 1994 | João Cunha e Silva Roger Smith | Fabio Silberberg João Zwetsch | 4:6, 6:3, 6:3 |
| 1993 | Otavio Della Marcelo Saliola   | Luiz Mattar Jaime Oncins      | 6:7, 6:3, 7:6 |
| 1992 | Luiz Mattar Jaime Oncins       | Maurice Ruah Mario Tabares    | 6:3, 7:5      |